# Grote Prijs Vermarc Sport 2022
De 3e editie van de Belgische wielerwedstrijd Grote Prijs Vermarc Sport werd verreden op 15 mei 2022. De start en finish vonden plaats in Rotselaar. De winnaar was Thimo Willems, gevolgd door Lennert Van Eetvelt en Vince Gerits.

## Uitslag
| Grote Prijs Vermarc Sport 2022 |                     |                                              |            |
| Plaats                         | Naam                | Ploeg                                        | Tijd       |
| Winnaar                        | Thimo Willems       | Minerva Cycling Team                         | 3u 31' 21" |
| 2                              | Lennert Van Eetvelt | Lotto Soudal                                 | 3"         |
| 3                              | Vince Gerits        | Stageco Cycling Team                         | 8"         |
| 4                              | Lander Loockx       | Deschacht-Group Hens-Containers Maes CX Team | z.t.       |
| 5                              | Ramses Debruyne     | Lotto Soudal                                 | z.t.       |
| 6                              | Gianni Vermeersch   | Alpecin-Fenix                                | z.t.       |
| 7                              | Gilles De Wilde     | Sport Vlaanderen-Baloise                     | z.t.       |
| 8                              | Dimitri Peyskens    | Bingoal Pauwels Sauces WB                    | z.t.       |
| 9                              | Rutger Wouters      | Team Thielemans-De Hauwere                   | z.t.       |
| 10                             | Harry Tanfield      | Ribble Weldtite Pro Cycling                  | 53"        |

2020 · 2021 · 2022